# Dignitas
Pour les articles homonymes, voir Dignitas (homonymie).
Dignitas est une association suisse fournissant des services d'aide au suicide et basée dans le village de Forch, sur les bords du lac de Zurich. Elle a notamment aidé Sir Edward Downes, chef d'orchestre britannique, et son épouse à mettre fin à leur vie en juillet 2009. 

## Documentaire
En 2011, l'auteur de fantasy Terry Pratchett présente le documentaire Choosing to Die. Le reportage suit les derniers jours de Peter Smedley, 71 ans, qui choisit le suicide assisté avec l'aide de l'association Dignitas. Le film montre les conditions dans lesquelles la personne met elle-même fin à ses jours. On assiste également à un entretien entre Terry et le fondateur de l'association, Ludwig Minelli. 

## Dans la fiction
Dans le roman de Michel Houellebecq, La Carte et le Territoire (2010), le narrateur Jed se rend au siège de Dignitas pour vérifier que son père s'y est bien rendu comme il l'avait annoncé.
Dans le film Avant toi (Me Before You) réalisé par Thea Sharrock, adaptation du roman éponyme de Jojo Moyes, un jeune banquier britannique, devenu tétraplégique après avoir été renversé par une moto, se rend avec ses parents en Suisse chez Dignitas pour y mettre fin à sa vie.